# ناوچه کلاس کولا
ناوچه کلاس کولا (به انگلیسی: Kola-class frigate) یک کلاس از کشتی است که طول آن 96 m می‌باشد.